# Lambton (Nouvelle-Galles du Sud)
Pour les articles homonymes, voir Lambton (homonymie).
Lambton est une banlieue de Newcastle, dans l’État de Nouvelle-Galles du Sud, en Australie.